# Polygala sancti-georgii
Polygala sancti-georgii là một loài thực vật có hoa trong họ Polygalaceae. Loài này được Riley miêu tả khoa học đầu tiên năm 1925.